# Floricienta y su banda
Floricienta y su banda è la colonna sonora della prima stagione della telenovela argentina Flor - Speciale come te, pubblicato il 30 giugno 2004 in Argentina e successivamente in Israele e Messico nel 2006.
Nel 2005 riceve una nomination ai Grammy Latino, e vende più di 150 000 copie in Argentina ricevendo il disco di platino. In Italia l'album non è stato distribuito fisicamente ma soltanto tramite download digitale su iTunes e sulle piattaforme streaming.

## Tracce
1. Florencia Bertotti – Pobres los ricos – 3:18 (Cris Morena e Carlos Nilson)
2. Florencia Bertotti – Chaval Chulito – 2:38 (Cris Morena e Carlos Nilson)
3. Florencia Bertotti e Benjamín Rojas – Ven a mí – 3:22 (Cris Morena, Carlos Nilson e Marcelo Wengrosvski)
4. Florencia Bertotti – Tic-Tac – 2:29 (Guillermo Lorenzo e Maria Florencia Ciarlo)
5. Florencia Bertotti – Los niños no mueren – 4:37 (Cris Morena e Carlos Nilson)
6. Florencia Bertotti e Juan Gil Navarro – Y así será – 4:07 (Cris Morena e Carlos Nilson)
7. Florencia Bertotti – Floricienta – 2:44 (Cris Morena, Carlos Nilson, Guillermo Lorenzo e Marcelo Wengrosvski)
8. Florencia Bertotti e Isabel Macedo – Quereme sólo a mí – 4:16 (Cris Morena e Carlos Nilson)
9. Florencia Bertotti – Mi vestido azul – 3:34 (Cris Morena e Carlos Nilson)
10. Florencia Bertotti e Diego Child – Kikiriki – 2:36 (Cris Morena e Carlos Nilson)
11. Florencia Bertotti e Juan Gil Navarro – Y la vida – 4:18 (Cris Morena e Carlos Nilson)
12. Florencia Bertotti – Por qué – 3:56 (Cris Morena e Carlos Nilson)
13. Florencia Bertotti – Ven a mí (Versione acustica) – 3:13 (Cris Morena, Carlos Nilson e Marcelo Wengrosvski)
14. Florencia Bertotti – Mi vestido azul (Versione acustica) – 3:32 (Cris Morena e Carlos Nilson)
15. Florencia Bertotti – Por qué (Versione acustica) – 3:32 (Cris Morena e Carlos Nilson)

## Formazione
- Florencia Bertotti – voce
- Benjamín Rojas – voce
- Juan Gil Navarro – voce
- Isabel Macedo – voce
- Diego Child – voce